# Двиете
Дви́ете (латыш. Dviete) — населённый пункт на юго-востоке Латвии, расположенный в Двиетской волости в Аугшдаугавском крае. До 1 июля 2009 года входил в состав Даугавпилсского района. По данным на 2015 год, в населённом пункте проживало 263 человека.
Является центром Двиетской волости. Расстояние до Даугавпилса — около 35 км. 

## История

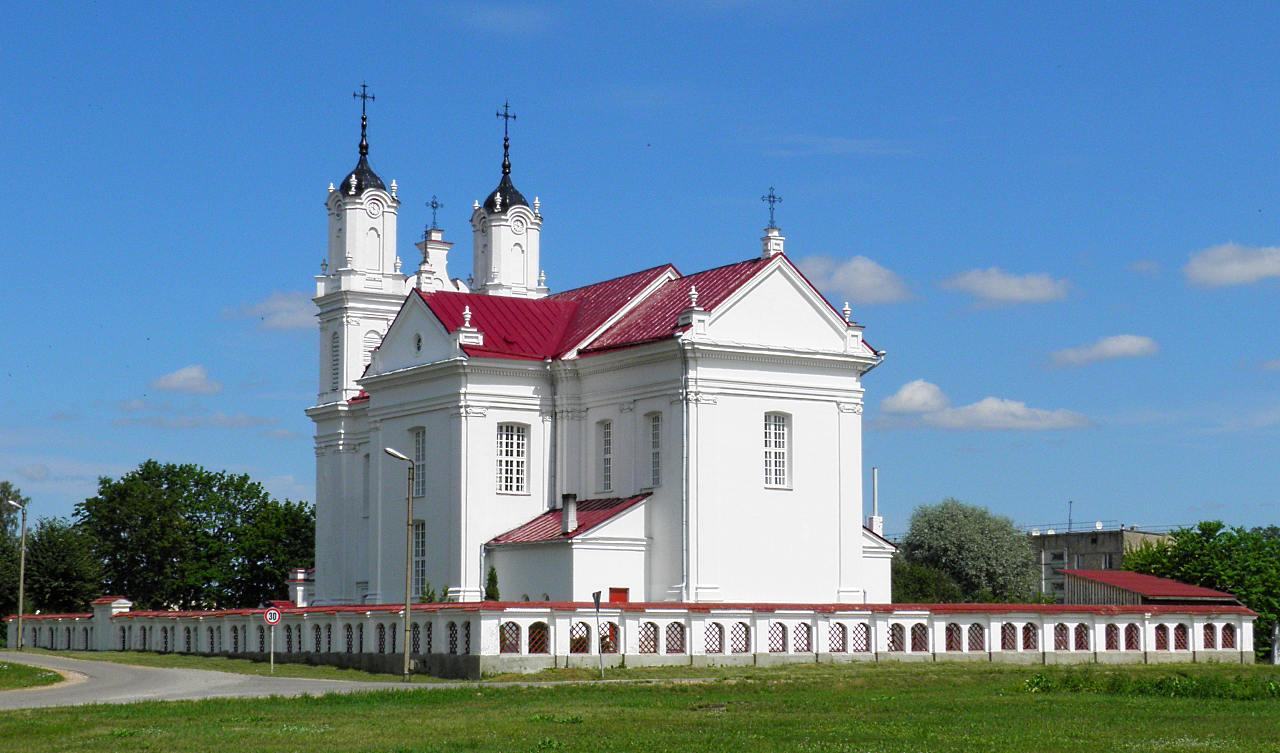
Двиетская церковь

Нынешнее поселение возникло на территории бывшего Двиетского поместья.
В советское время населённый пункт был центром Двиетского сельсовета Даугавпилсского района. В селе располагался колхоз им. Мичурина.
В селе имеются: два магазина, Двиетская основная школа, дом культуры, Двиетская римско-католическая церковь, амбулатория, аптека, почтовое отделение.
Рядом с парком расположена скульптура «Пахарь» работы Игоря Добычина. В самом парке находится памятный крест погибшим в годы Первой мировой войны немецким солдатам.
20 сентября 2024 года костел отметил 160-летие .